# Miloš Obrenović, Prinț al Serbiei
Miloš Obrenović (în sârbă Милош Обреновић; ; născut Miloš Teodorović; n. 7/18 martie 1780, Gornja Dobrinja⁠(d), Zlatiborski upravni okrug, Serbia – d. 14/26 septembrie 1860, Belgrad, Principatul Serbiei) a fost principe al Serbiei între 1815 – 1839 și 1858 – 1860. El a participat la Prima Revoltă Sârbă, i-a condus pe sârbi în cea de-a Doua Revoltă Sârbă și a fost fondatorul Casei Obrenovici. În timpul domniei sale Serbia a devenit un ducat autonom în cadrul Imperiului Otoman. El este considerat liderul care a început procesul de restabilire a statalității Serbiei, ca și cel care a pus bazele noii politici interne și externe a țării. Prințul Miloș a domnit autocrat, refuzând în permanență să împartă puterea. În timpul domniei sale, a devenit cel mai bogat om din Serbia și unul din cei mai avuți oameni din Balcani, cu posesiuni inclusiv în Țara Românească și în Transilvania.

## Tinerețea
Miloš Obrenović s-a născut ca fiul al Višnja Gojković și al celui de-al doilea său soț, Teodor Mihailovića, un țăran sărac din Muntenegru, în satul Dobrinja, lângă Požega, în districtul Ujice. Miloš a fost primul născut dintre cei trei fii ai cuplului. Frații lui au fost Iovan (1787–1850) și Ievram (1790–1881). Primul soț al mamei sale a fost Obren Martinović (died 1777), iar Miloš a avut o soră mai mare vitregă, Stana (născută în 1773), și doi frați vitregi Iakov (1767–1817) și Milan (1770 – 1810).
După moartea fratelui său Milan, Miloš și-a schimbat numele într-unul derivat din numele primul soț al mamei sale (Obren – Obrenović).
În prima sa tinerețe, Miloš a fost servitor în casa familiei lui Akso Ječmenica, un negustor de vite influent din Zlatibor. Miloș Obrenovici a fost apoi negustor de porci și de sare românească care nu știa să scrie și să citească și îi considera pe intelectuali cei mai mari dușmani ai țării.

### Căsătoria și copii
În 1805 Miloš s-a căsătorit cu Ljubica Vukomanović (1788 – 1843). Cei doi au avut 7 copii al căror nume sunt cunoscute. Tradiția spune că Ljubica a fost însărcinată de 17 ori, unii dintre copii murind la scurtă vreme după naștere, iar, în câteva cazuri, a pierdut sarcina. 
- Prințesa Petria (1808 – 1870)
- Prințesa Savka (1814 – 1848)
- Prințul Milan (21 octombrie 1819 – 8 iulie 1839)
- Prințul Mihailo (16 septembrie 1823 – 10 iunie 1868)
- Prințesa Maria (născută și decedată în 1830)
- Prințul Todor
- Prințul Gabriel

## Revolta sârbă și autonomia

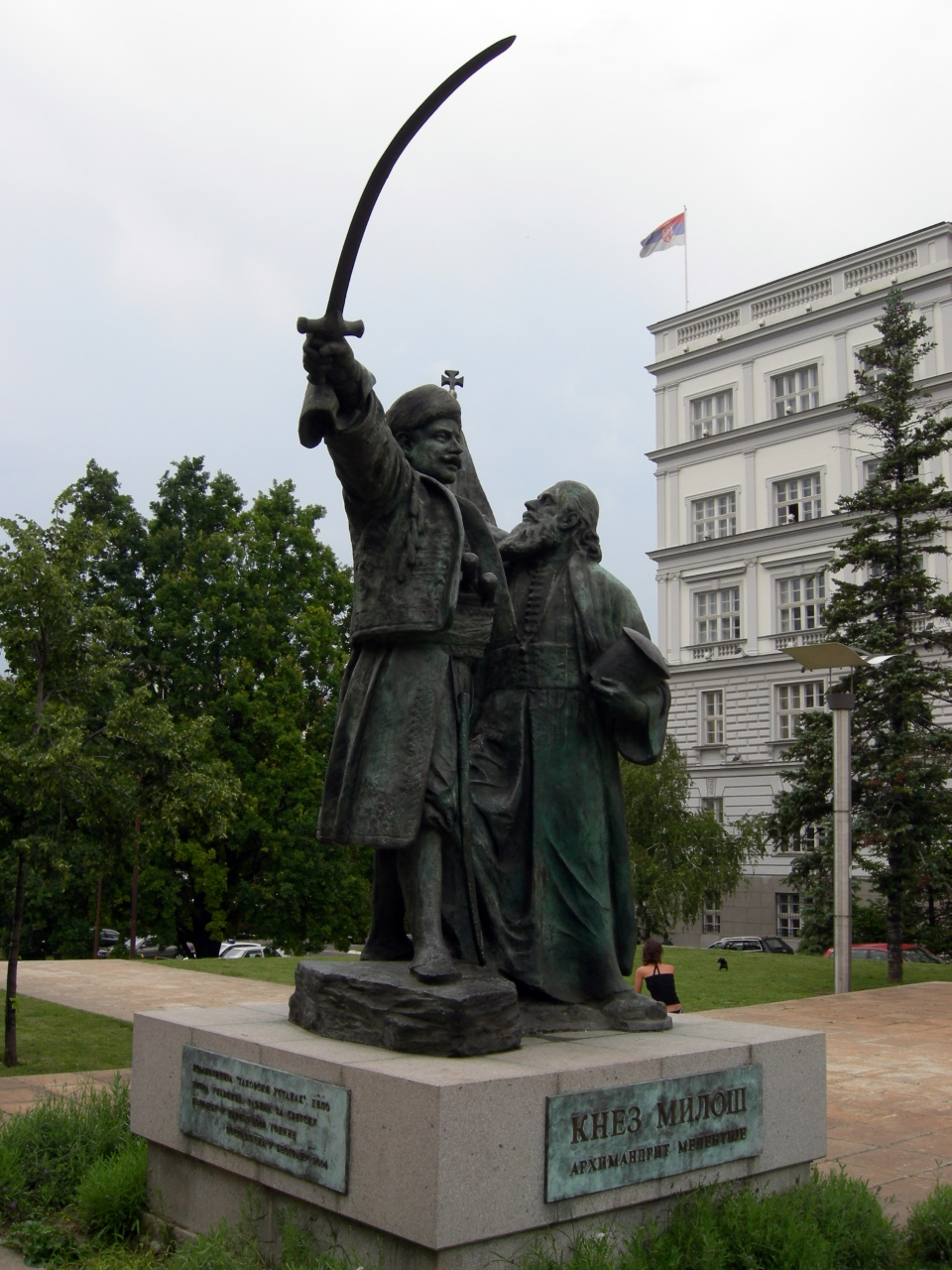
Monumentul „Revolta din Takovo” reprezentându-i pe Miloș Obrenovici și arhimandritul Melentie

Miloș a luat parte activ la luptele Primei Revolte Sârbe. La revoltă a luat parte și fratele său Milan. Acesta din urmă a ajuns la rangul de voievod al districtului Rudnik. După înfrângerea rebeliunii, Miloș s-a numărat printre puținii lideri care au rămas în Serbia, să facă față reîntoarcerii autorităților otomane. După ce l-a asasinat pe Caragheorghe în 1817, Obrenovici a devenit liderul de necontestat al sârbilor, sub dominația turcă.
În aprilie 1815 a organizat și condus a Doua Revoltă Sârbă. Până în 1817 autoritățile otomane au învins armata răsculaților sârbi. Miloș a reușit să negocieze încetarea luptelor cu guvernatorul otoman, Marașlı Ali Pașa. Ca urmare a negocierilor, Serbia a căpătat un anumit grad de autonomie, dar a rămas sub suveranitatea sultanului otoman. Miloš Obrenović a ajuns la putere și a acționat ca un domnitor absolut. Sultanul a lărgit prin decretele din 1830 și 1833 controlul lui Miloș Obrenovici asupra unor noi teritorii (Timocul) și a transformat Serbia într-un principat suveran, iar pe liderul acestuia într-un principe ereditar. A fost înființată Mitropolia Sârbă a Belgradului, la concurență cu Patriarhia de Carloviț (aflată pe teritoriul controlat de Austria). Imperiul Otoman a recunoscut Imperiul Rus drept garant al autonomiei noului principat.
Miloș Obrenovici a obținut de la sultan, cu ajutorul rușilor, anexarea județelor locuite majoritar de români, Timoc și Craina. Granița cu Bulgaria este stabilită pe râul Timoc. În acest mod, se realizează pentru prima oară despărțirea românilor din Timocul sârbesc de cei din Timocul bulgar. De asemenea, pentru prima dată în istoria sa, Serbia reușește să se învecineze cu Țara Românească. Obrenovici inițiază imediat un program agresiv de asimilare forțată a românilor din Timoc. Dascălii români sunt înlocuiți de alții sârbi, care nu vorbeau româna. Toți locuitorii au fost forțați să-și modifice numele adăugând terminația "ici, ovici sau evici"

## Prezența în Țara Românească și în Transilvania
Miloš Obrenović a cumpărat în anul 1831 castelul din Herăști de la păhărniceasa Anița Năsturel-Herescu. După ce a abdicat în data de 26 iunie 1839 s-a retras la Herăști, unde a întreprins lucrări de reparații și modificări. Pe domeniul învecinat Miloșești, care îi poartă numele, a adus lucrători bulgari. 
Miloš Obrenović s-a tratat în stațiunea Elepatac, pe atunci o exclavă a comitatului Alba de Jos. Drept recunoștință pentru eficacitatea tratamentului cu apele minerale de acolo, în anul 1843 a finanțat construirea bisericii ortodoxe din Elepatac (Vâlcele), precum și a unei școli confesionale.

## Ultima parte a domniei
Sârbii s-au răsculat în mai multe rânduri împotriva domniei autocrate și brutale a lui Miloș. O astfel de rebeliune l-a silit să accepte adoptarea unei constituții în 1835. Modernizarea Serbiei nu a fost bine primită de Imperiul Austriac, de otomani și ruși. Se pare că cele trei imperii vedeau în adoptarea constituției sârbe un pericol pentru propriile sisteme autoritare de guvernare. Ministrul de externe austriac Metternich a ridiculizat Serbia, noul său steag și pe ministrul ei de externe. Ca urmare a presiuiunilor rușilor și otomanilor, Miloš a abolit constituția.
Miloš a abdicat în 1839 în favoarea unuia din fii săi, Milan, care a murit câteva săptămâni după urcarea pe tron. I-a urmat la conducerea statului fratele Mihailo. Mihailo a fost detronat în 1842. Familia Obrenovici a rămas în afara sferei puterii, când Miloš a recâștigat tronul, pe care l-a ocupat în ultimii doi ani ai vieții sale.